# La scelta di Laura
La scelta di Laura è una serie televisiva italiana del 2009, prodotta da Taodue per Mediaset.

## Produzione
La fiction era stata prodotta con il titolo Chirurgia d'urgenza, ma in seguito al flop di ascolti di fiction piuttosto simili già presenti sul palinsesto (tra cui Crimini bianchi), Canale 5 ha deciso di cambiarle il titolo ne La scelta di Laura e di trasmetterla d'estate.

## Trama
Laura Bertini e Rebecca Ricciardi sono due specializzande in chirurgia, completamente diverse l'una dall'altra, la prima è una ragazza determinata e comprensiva, la seconda viziata e mangiauomini; entrambe s'innamorano di due chirurghi, rispettivamente Fabio Moreno e Jonas Janacek. Le loro storie d'amore non saranno semplici ma piuttosto travagliate: Laura vivrà sempre nel terrore che Fabio decida di partire per l'Africa, mentre Rebecca, che dopo tante storie di una notte e senza importanza s'innamorerà di Jonas, ma scoprirà che lui le ha mentito e che sta per sposare un'altra donna.

## Episodi
La serie è composta da 12 episodi da 50 minuti, e trasmessa da Canale 5 in prima visione nell'estate 2009 con due episodi a serata alle ore 21.15, dal 17 giugno 2009 al 22 luglio 2009. La regia è di Alessandro Piva.
| n° | Titolo                   | Prima TV       |
| -- | ------------------------ | -------------- |
| 1  | Un giorno migliore       | 17 giugno 2009 |
| 2  | Incomprensioni           | 17 giugno 2009 |
| 3  | Fino in fondo            | 24 giugno 2009 |
| 4  | Stato di shock           | 24 giugno 2009 |
| 5  | Un nuovo primario        | 1º luglio 2009 |
| 6  | Istinto e ragione        | 1º luglio 2009 |
| 7  | La felicità non basta    | 8 luglio 2009  |
| 8  | Scelte difficili         | 8 luglio 2009  |
| 9  | Una questione di pelle   | 15 luglio 2009 |
| 10 | Sangue, sudore e lacrime | 15 luglio 2009 |
| 11 | Finzione                 | 22 luglio 2009 |
| 12 | Matti e fortunati        | 22 luglio 2009 |